# Rhinogobius lungwoensis
Rhinogobius lungwoensis är en fiskart som beskrevs av Huang och Chen 2007. Rhinogobius lungwoensis ingår i släktet Rhinogobius och familjen smörbultsfiskar. Inga underarter finns listade i Catalogue of Life.